# Mnisko
Mnisko (950 m), Nad Mnisko – szczyt w Gorcach, położony w długim grzbiecie biegnącym od Turbacza na zachód do Rabki-Zdroju. Znajduje się w tym grzbiecie pomiędzy szczytem Jaworzyny Ponickiej i przełęczą Pośrednie. Na południowo-zachodnim stoku wypływa kilkoma źródłowymi ciekami Poniczanka, w kierunku północnym z Mniska opada grzbiecik z wierzchołkiem Mnistroma. Grzbiet ten oddziela dolinkę potoku Do Klucza od dolinki Potoku Snozy.
Mnisko jest porośnięte lasem, ale na jego północnym grzbiecie są polany Stare Izbiska, Jastrzębie i Białoniowa.
Przez Mnisko biegnie granica między powiatem limanowskim i powiatem nowotarskim. Stoki zachodnie należą do wsi Ponice w powiecie nowotarskim i znajdują się poza granicami Gorczańskiego Parku Narodowego. Północny grzbiet znajduje się na obszarze tego parku, w granicach wsi Poręba Wielka.

## Szlaki turystyki pieszej
Przez Mnisko prowadzi Główny Szlak Beskidzki, a jego grzbietem przez Stare Izbiska ścieżka edukacyjna.
 odcinek: Rabka-Zdrój – Tatarów – Maciejowa – Przysłop – Bardo – Jaworzyna Ponicka – Pośrednie – Schronisko PTTK na Starych Wierchach – Groniki – Pudziska – Obidowiec – Rozdziele – Turbacz. Odległość 16,7 km, suma podejść 970 m, suma zejść 220 m, czas przejścia 5 godz. 35 min, z powrotem 4 godz. 50 min.